# Constantino Mesopotamita
Constantino Mesopotamita (em grego: Κωνσταντῖνος Μεσοποταμίτης) foi um oficial sênior bizantino, e ministro chefe de facto sob os imperadores Isaac II e Aleixo III Ângelo de 1193 até sua queda no verão de 1197. Foi também arcebispo de Salonica de ca. 1197 até ca. 1227, mas estava em exílio entre 1204 e 1224, quando a cidade foi ocupada pelos cruzados latinos. Restaurado em sua sé, recusou-se a coroar Teodoro Comneno Ducas como imperador e deixou sua sé novamente em alto-exílio. Ele também foi um colega e correspondente do historiador Nicetas Coniates, e pode ter comissionado alguns dos trabalhos do último.

## Vida
A família de Constantino, os Mesopotamitas, aparece no final do século XI, e originou Mesopótamo (na moderna Albânia) ou em algum lugar chamado Mesopotâmia. Uma de suas primeiras tarefas no serviço público foi como embaixador da República de Gênova, em ca. 1189, para negociar um tratado. Quando Mesopotamita retornou com sua contraparte genovesa, Simone Bufferio, para Constantinopla de modo a retificar o tratado, contudo, foi descoberto que ele ultrapassou o sumário, levando a um colapso temporário nas negociações.

### Carreira sob Isaac II

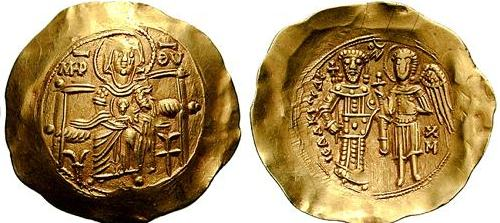
Hipérpiro de (r. 1185-1195; 1203-1204)

Em 1193, apesar de sua extrema juventude — seu colega e historiador Nicetas Coniates refere-se a ele zombeteiramente como um "garoto [...] menos de um ano depois que havia abaixado pena e tinta [i.e. deixou a escola]" — ele foi escolhido pelo imperador Isaac II Ângelo (r. 1185–1195) para suceder seu tio materno e ministro chefe, Teodoro Castamonita, quando o último sofreu uma queda e morreu logo depois. Mantendo o posto de mestre do caníclio, rapidamente conseguiu colocar Isaac II inteiramente sob sua influência. Segundo Coniates, exerceu poder maior até mesmo que seu predecessor, enquanto o historiador Charles Brand credita-o com a "combinação da arte e astúcia com a capacidade real na gestão dos assuntos". Durante este período, Mesopotamita também foi o recipiente dum elogio de Nicéforo Crisoberges.
O controle de Mesopotamita sobre a administração foi assegurado pelo efetivo isolamento do imperador dos assuntos públicos, inclusive terminando com a predileção de Isaac por pessoalmente liderar campanhas. Como Castamonita, foi particularmente bem-sucedido em excluir a corte e a nobreza do poder. Como resultado, foi grandemente odiado pela aristocracia, que conspirou contra Isaac. No evento, esse ressentimento encontrou apoio no irmão mais velho de Isaac, Aleixo III Ângelo (r. 1195–1203), que em abril de 1195, com apoio da aristocracia, tomou o trono enquanto Isaac estava caçando. Isaac foi capturado e cegado, sendo confinado num palácio próximo do Corno de Ouro.

### Carreira sob Aleixo III

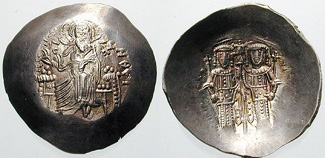
Áspro traqueia de r.

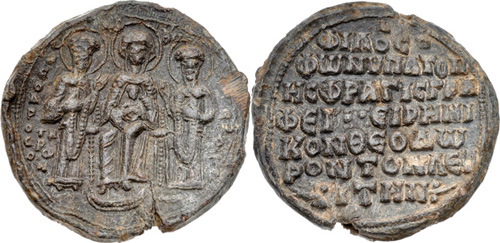
Selo de Teodoro Irênico de quando era hípato dos filósofos

Entre os primeiros atos do novo imperador foi a demissão de Mesopotamita, mas com o novo regime rapidamente degenerou numa pilhagem dos cofres do Estado e a venda aberta de ofícios, a imperatriz Eufrósine Ducena Camaterina interveio com seu marido e assegurou sua renomeação, provavelmente no final de 1195. Retornando para seu antigo ofício de mestre do caníclio, Mesopotamita logo gozou duma posição dominante sobre Aleixo como sobre Isaac: os cortesões aristocráticos, incluindo o genro do imperador Andrônico Contostefano e o irmão do imperatriz, Basílio Camatero, perderam poder, enquanto Mesopotamita estava agora nos olhos de Aleixo "o chifre da abundância, o copo de mistura de virtudes". No entanto, o relato de Coniates sugere que foi de fato bem sucedido em melhorar sua administração durante sua ascensão renovada.
Incapaz de atacá-lo diretamente, no verão de 1196 Camatero e Contostefano acusaram a imperatriz de infidelidade com certo Vatatzes, um filho adotado de Aleixo III. O imperador ordenou que Vatatzes fosse executado, enquanto dois meses depois a imperatriz foi banida para um mosteiro em Nematareia. Seu exílio, contudo, provou-se impopular entre a população, e seus parentes e apoiantes, e principalmente Mesopotamita, asseguraram seu perdão após seis meses, em março de 1197. Ela rapidamente restaurou sua influência sobre seu marido, e junto dela Mesopotamita permaneceu no topo do poder. Como Coniates escreve, ele agora considerou o título de mestre do caníclio insuficiente e procurou ser elevado para a posição eclesiástica de leitor que ele teve para diácono. Isso foi concedido, com o patriarca Jorge Xifilino realizando a cerimônia, e Mesopotamita recebendo precedência entre todos os outros diáconos. Um dispensa especial foi mais tarde concedida a Mesopotamita para continuar a servir na administração civil, pois isso não era normalmente permitido aos clérigos.
A posição de Mesopotamita não era suprema. Como Coniates escreve, ele se esforçou para segurar "a Igreja em sua mão direita e [...] o palácio em sua [mão] direita". Seus novos deveres eclesiásticos requiriram-o deixar a presença imperial, e ele tentou assegurar seu lugar ao instalar seus dois irmãos no palácio para manter seus rivais longe de Aleixo. Contudo, como Coniates afirma, ele havia ascendido tão alto que poderia apenas cair. Logo após sua elevação para o diaconado, foi promovido a arcebispo de Salonica. Mesopotamita deixou Constantinopla apenas o tempo suficiente para a sua consagração lá, mas seu inimigo na corte utilizaram sua ausência. Liderados pelo grande duque Miguel Estrifno, o principal rival de Mesopotamita devido à sua corrupção desenfreada e desvio de fundos públicos, eles persuadiram Aleixo a demiti-lo de todos os ofícios civis. Seus irmãos foram demitidos também, e seu posto de mestre do caníclio foi para Teodoro Irênico. O patriarca rapidamente também levou acusações contra ele diante dum sínodo — manifestamente injusto, débil e insubstancial, segundo Coniates — e foi também demitido de seus ofícios eclesiásticos. Salonica foi concedida a João Crisanto, mas Mesopotamita foi logo reinstalado em sua sé, onde permaneceu até ser deposto pela Quarta Cruzada em 1204.

### Vida posterior

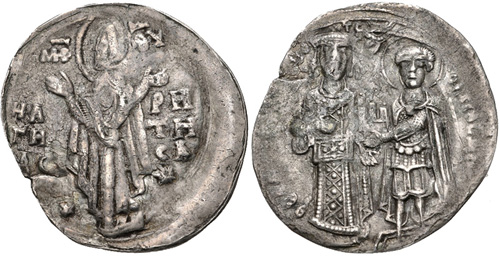
Traqueia de

Durante seu exílio, foi capturado por piratas antes de encontrar refúgio no Despotado do Epiro, fundado pelo déspota Miguel I Comneno Ducas (ca. 1206/1207). Ele foi restaurado em sua sé após Salonica ser recuperada por Teodoro Comneno Ducas em 1224. Quando Teodoro requiriu ser coroado imperador, contudo, Mesopotamita recusou-se por sua lealdade ao patriarcado exilado no Império de Niceia, e deixou sua sé em alto-exílio. Teodoro foi posteriormente coroado pelo arcebispo de Ócrida, Demétrio Comateno, em algum momento em abril–agosto de 1227. Mesopotamita pode ter abandonado sua sé novamente então. A sé parece ter permanecido vaga até algum momento após 1230, quando um bispo búlgaro, possivelmente chamado Miguel Pratano, foi instalado como resultado da hegemonia búlgara sobre o Império de Salonica após a derrota e captura de Teodoro na batalha de Clocotnitsa.
Mesopotamita também manteve uma correspondência com Coniates após 1204. De suas cartas bem como as menções de Mesopotamita na História de Coniates, parece que eles tiveram uma íntima relação, e que Mesopotamita foi uma das fontes de Coniates para seu trabalho histórico. De fato, Mesopotamita foi o propriedade da Panóplia Dogmática de Coniates e o aparente recipiente da primeira versão de sua História, o que explica porque é raramente mencionado por nome, e por que as duras críticas das versões posteriores está faltando.